# USS Yorktown (CV-10)
USS Yorktown (CV/CVA/CVS-10) là một trong số 24 chiếc tàu sân bay thuộc lớp Essex được chế tạo cho Hải quân Hoa Kỳ trong Thế Chiến II. Nó được đặt tên theo trận Yorktown xảy ra năm 1781 trong Chiến tranh giành độc lập Hoa Kỳ, và là chiếc tàu chiến thứ tư của Hải quân Mỹ mang cái tên này. Thoạt tiên được đặt tên là Bon Homme Richard, con tàu được đổi tên thành Yorktown trong khi đang được chế tạo để tưởng niệm chiếc Yorktown (CV-5) đã bị mất trong trận Midway vào tháng 6 năm 1942. Yorktown được cho nhập biên chế vào tháng 4 năm 1943, tham gia vào nhiều chiến dịch tại Mặt trận Thái Bình Dương, được tặng thưởng danh hiệu Đơn vị Tuyên dương Tổng thống cùng 11 Ngôi sao Chiến trận.
Được cho xuất biên chế không lâu sau khi chiến tranh kết thúc, nó được hiện đại hóa và được cho nhập biên chế trở lại vào đầu những năm 1950 như một tàu sân bay tấn công CVA, và sau đó như là một tàu sân bay chống tàu ngầm CVS. Nó được đưa ra hoạt động trở lại quá trễ để có thể tham gia Chiến tranh Triều Tiên, nhưng nó đã phục vụ nhiều năm tại Thái Bình Dương, kể cả các hoạt động trong Chiến tranh Việt Nam, trong đó nó được tặng thưởng thêm năm Ngôi sao Chiến trận khác, cũng như được sử dụng để quay các cảnh trong bộ phim Tora! Tora! Tora! tái hiện cuộc tấn công Trân Châu Cảng của Nhật Bản, và phục vụ như là tàu sân bay thu hồi chính cho chuyến bay của tàu không gian Apollo 8.
Yorktown được rút khỏi phục vụ lần cuối cùng vào năm 1970, và đến năm 1975 trở thành một chiếc tàu bảo tàng tại Patriot's Point, Mount Pleasant, South Carolina. Nó được công nhận là một Di tích Lịch sử Quốc gia.

## Thiết kế và chế tạo
Yorktown được đặt lườn vào ngày 1 tháng 12 năm 1941 bởi hãng Newport News Shipbuilding tại xưởng đóng tàu Newport News, Virginia. Ban đầu được đặt tên là Bon Homme Richard, nó được đổi tên thành Yorktown vào ngày 26 tháng 9 năm 1942, và được hạ thủy vào ngày21 tháng 1 năm 1943, dưới sự đỡ đầu của bà Eleanor Roosevelt (phu nhân Tổng thống Franklin D. Roosevelt). Con tàu được cho nhập biên chế vào ngày 15 tháng 4 năm 1943 dưới sự chỉ huy của hạm trưởng, Đại tá Hải quân Joseph J. Clark.

## Lịch sử hoạt động trong Thế Chiến II

### Năm 1943
Yorktown ở lại khu vực Căn cứ Hải quân Norfolk cho đến ngày 21 tháng 5 năm 1943, khi nó tiến hành huấn luyện chạy thử máy tại khu vực Trinidad. Nó quay về Norfolk vào ngày 17 tháng 6 để tiến hành hiệu chỉnh sau khi chạy thử. Nó hoàn tất việc sửa chữa vào ngày 1 tháng 7 và bắt đầu các hoạt động không quân ngoài khơi Norfolk cho đến tận ngày 6 tháng 7, khi nó rời vịnh Chesapeake lên đường đi sang khu vực Thái Bình Dương. Băng qua kênh đào Panama vào ngày 11 tháng 7 và rời khỏi Balboa, Panama vào ngày 12 tháng 7, chiếc tàu sân bay đi đến Trân Châu Cảng vào ngày 24 tháng 7 và bắt đầu một tháng huấn luyện tại khu vực quần đảo Hawaii. Nó rời Trân Châu Cảng vào ngày 22 tháng 8 cho lượt hoạt động tác chiến đầu tiên, và Lực lượng Đặc nhiệm 15 của nó đi đến một vị trí xuất phát cách đảo Marcus 206 km (128 dặm) vào sáng sớm ngày 31 tháng 8. Nó dành trọn ngày hôm đó tung ra các đợt máy bay tiêm kích và máy bay ném bom tấn công đảo Marcus trước khi quay về Hawaii chiều tối hôm đó. Chiếc tàu sân bay trở về Trân Châu Cảng ngày 7 tháng 9 và ở lại đó hai ngày.

USS Yorktown trong trận không kích đảo Marcus ngày 31 tháng 8 năm 1943: Trung tá "Jimmy" Flatley chỉ huy Phi đội 5 trên chiếc F6F Hellcat của ông trước khi cất cánh.

Vào ngày 9 tháng 9, nó lại ra khơi hướng về phía bờ Tây Hoa Kỳ. Nó đến San Francisco vào ngày 13 tháng 9, được chất đầy máy bay và tiếp liệu, rồi lại ra khơi vào ngày 15 tháng 9. Bốn ngày sau, chiếc tàu sân bay trở lại Trân Châu Cảng. Chiếc Yorktown trở ra biển vào ngày 29 tháng 9 để tiến hành huấn luyện chiến thuật. Vào sáng sớm ngày 5 tháng 10, nó bắt đầu thực hiện đợt không kích kéo dài hai ngày nhắm vào các vị trí của quân Nhật trên đảo Wake. Sau khi rút lui về phía Đông qua ban đêm, nó lại tiếp tục không kích vào sáng sớm ngày 6 tháng 10 và kéo dài gần suốt cả ngày. Chiều tối hôm đó, đội đặc nhiệm rút về đảo Hawaii. Yorktown về đến Oahu vào ngày 11 tháng 10, và trong vòng một tháng tiếp theo sau, nó tiến hành huấn luyện không lực ngoài khơi Trân Châu Cảng.
Vào ngày 10 tháng 11, Yorktown rời Trân Châu Cảng cùng với Lực lượng Đặc nhiệm 50, lực lượng tàu sân bay nhanh của Hạm đội Thái Bình Dương, để tham gia chiến dịch quan trọng đầu tiên của nó trong chiến tranh, chiến dịch chiếm đóng quần đảo Gilbert. Vào ngày 19 tháng 11, nó đi đến điểm xuất phát gần Jaluit và Mili vào lúc sáng sớm, tung ra đợt đầu tiên của một loạt các hoạt động không kích nhằm trấn áp hoả lực đối phương trong suốt cuộc đổ bộ lên các đảo Tarawa, Abemama, và Makin. Ngày hôm sau, các đợt không kích được nhắm vào sân bay tại Jaluit; một số máy bay của nó còn hỗ trợ lực lượng trên bộ giành lại Makin từ tay quân Nhật. Vào ngày 22 tháng 11, lực lượng không quân của nó một lần nữa tập trung đánh phá các căn cứ và máy bay tại Mili. Trước khi quay về Trân Châu Cảng, chiếc tàu sân bay còn tiếp tục không kích vào các căn cứ đối phương khi đi ngang qua các đảo san hô Wotje và Kwajalein vào ngày 4 tháng 12. Nó về đến Trân Châu Cảng vào ngày 9 tháng 12 và bắt đầu một tháng tiến hành huấn luyện bay trong khu vực quần đảo Hawaii.

### 1944
Vào ngày 16 tháng 1 năm 1944, chiếc tàu sân bay rời Trân Châu Cảng một lần nữa để hỗ trợ cho một chiến dịch đổ bộ, chiến dịch Flintlock nhắm vào quần đảo Marshall. Đội đặc nhiệm 58.1 của nó đi đến địa điểm xuất phát vào sáng sớm ngày 29 tháng 1, và các tàu sân bay của đội đặc nhiệm, bao gồm Yorktown, Lexington (CV-16) và Cowpens (CVL-25) bắt đầu tung ra các đợt không kích vào khoảng 05 giờ 20 phút nhắm vào sân bay Taroa trên đảo san hô Maloelap. Trong suốt ngày hôm đó, máy bay của nó tấn công Maloelap nhằm chẩn bị trong các cuộc tấn công lên Majuro và Kwajalein được dự định vào ngày 31 tháng 1. Vào ngày 30 tháng 1, Yorktown và các tàu sân bay chuyển mục tiêu sang Kwajalein nhằm vô hiệu hóa các mục tiêu. Khi các lực lượng bắt đầu đổ bộ lên đảo vào ngày 31 tháng 1, máy bay của chiếc Yorktown tiếp tục không kích lên Kwajalein nhằm hỗ trợ cho lực lượng tấn công lên đảo san hô này. Nhiệm vụ tương tự chiếm mất thời gian của lực lượng không quân trên chiếc Yorktown suốt ba ngày đầu của tháng 2 năm 1944. Tuy nhiên, đến ngày 4 tháng 2, đội đặc nhiệm rút lui về vị trí neo đậu an toàn ở đảo san hô Majuro.
Trong bốn tháng tiếp theo sau đó, Yorktown tham gia một loạt các trận không kích trải rộng từ Mariana ở phía Bắc đến tận New Guinea ở phía Nam. Sau tám ngày ở lại Majuro, nó lên đường cùng với đội đặc nhiệm của nó vào ngày 12 tháng 2 để thực hiện không kích vào lực lượng chính đối phương đang thả neo tại đảo san hô Truk. Các cuộc không kích rất thành công này được thực hiện trong các ngày 16 và 17 tháng 2. Sang ngày 18 tháng 2, chiếc tàu sân bay lên đường đi đến quần đảo Mariana, và đến ngày 22 tháng 2 thực hiện không kích lên các sân bay và căn cứ của quân Nhật trên đảo Saipan. Cùng ngày hôm đó, nó càn quét các mục tiêu đối phương khi đang trên đường quay trở về Majuro. Chiếc tàu sân bay về đến vũng biển Majuro vào ngày 26 tháng 2 và ở lại đó cho đến ngày 8 tháng 3, khi nó lại khởi hành, gặp gỡ phần còn lại của Lực lượng Đặc nhiệm 58, rồi hướng đến Espiritu Santo trong quần đảo New Hebrides. Nó đi đến mục tiêu vào ngày 13 tháng 3 và ở lại đó mười ngày trước khi lên đường tiếp tục một loạt các cuộc không kích vào tuyến phòng thủ phía giữa của quân Nhật. Vào các ngày 30 và 31 tháng 3, nó tung ra các đợt không kích vào các căn cứ Nhật Bản trên quần đảo Palau; và vào ngày 1 tháng 4, máy bay của nó tập trung vào đảo Woleai. Năm ngày sau, nó quay về căn cứ của nó ở Majuro và ở lại đó một tuần lễ để nghỉ ngơi và tiếp liệu.
Vào ngày 13 tháng 4, Yorktown lại trở ra biển. Tuy nhiên trong dịp này, nó thực hiện một hành trình dọc bờ biển phía Bắc của New Guinea. Vào ngày 21 tháng 4, nó bắt đầu tung ra các cuộc không kích để hỗ trợ cho cuộc tấn công của Tướng Douglas MacArthur lên khu vực Hollandia (hiện nay là Jayapura). Trong ngày hôm đó, phi công của nó đã tấn công các căn cứ trong khu vực Wakde-Sarmi phía Bắc New Guinea. Trong các ngày 22 và 23 tháng 4, họ chuyển hướng sang các khu vực đổ bộ tại chính Hollandia và bắt đầu trực tiếp hỗ trợ cho lực lượng đổ bộ. Sau các cuộc tấn công đó, nó rút lui khỏi bờ biển New Guinea để tiến hành một đợt không kích khác lên Truk trong các ngày 29 và 30 tháng 4. Chiếc tàu sân bay quay về đến Majuro vào ngày 4 tháng 5; và hai ngày sau đó nó lại lên đường hướng về Oahu. Nó về đến Trân Châu Cảng ngày 11 tháng 5, và trong 18 ngày sau đó, nó tiến hành các hoạt động huấn luyện tại khu vực quần đảo Hawaii. Đến ngày 29 tháng 5, nó lên đường hướng đến khu vực Trung Thái Bình Dương. Yorktown một lần nữa vào vũng biển Majuro vào ngày 3 tháng 6 và bắt đầu chuẩn bị cho đợt đổ bộ chính yếu sắp đến, đợt tấn công lên quần đảo Mariana.
Vào ngày 6 tháng 6, Yorktown rời Majuro cùng Lực lượng Đặc nhiệm 58 bắt đầu hành trình đi đến quần đảo Mariana. Sau năm ngày di chuyển, chiếc tàu sân bay đến được điểm xuất phát và bắt đầu tung ra các đợt máy bay tấn công nhằm vô hiệu hóa sức đề kháng của đối phương nhằm chuẩn bị cho việc chiếm đóng Saipan. Các liên đội của chiếc Yorktown tập trung chủ yếu vào các sân bay tại Guam. Những cuộc không kích kéo dài đến tận ngày 13 tháng 6, khi Yorktown cùng hai tàu khác thuộc Lực lượng Đặc nhiệm 58 di chuyển lên phía Bắc để tấn công các mục tiêu trên quần đảo Bonin. Kết quả của chuyến đi này là một cuộc không kích kéo dài suốt ngày 16 tháng 6 trước khi hai đội đặc nhiệm lên đường quay trở lại khu vực Mariana để tham gia trận chiến biển Philippine. Lực lượng Đặc nhiệm 58 tập họp trở lại vào ngày 18 tháng 6 và bắt đầu chờ đợi một thời gian ngắn khi lực lượng của hạm đội Nhật Bản cùng máy bay của nó đang đến gần.
Sáng ngày 19 tháng 6, máy bay của Yorktown bắt đầu tấn công các căn cứ không lực của Nhật Bản trên đảo Guam trong nỗ lực tiêu diệt không quân đặt căn cứ trên bờ. Cuộc đối đầu với các máy bay đặt căn cứ tại Guam tiếp tục cho đến giữa buổi sáng. Tuy nhiên vào khoảng 10 giờ 17 phút, nó nhận được các tín hiệu đầu tiên của đợt tấn công xuất phát từ tàu sân bay, khi một bóng máy bay lớn xuất hiện trên màn hình radar của nó. Vào lúc này, nó bắt đầu gởi một phần lực lượng đến tấn công vào Guam trong khi một lực lượng khác được tung ra để đánh chặn cuộc tấn công đang đến gần từ phía Tây. Trong suốt trận đánh, máy bay của Yorktown tiếp tục cuộc bắn phá các sân bay tại Guam và đánh chặn các đợt tấn công của máy bay đối phương. Trong ngày đầu tiên của trận chiến biển Philippine, máy bay của Yorktown đã phá hủy được 37 máy bay đối phương và ném 21 tấn bom xuống các sân bay trên đảo Guam.

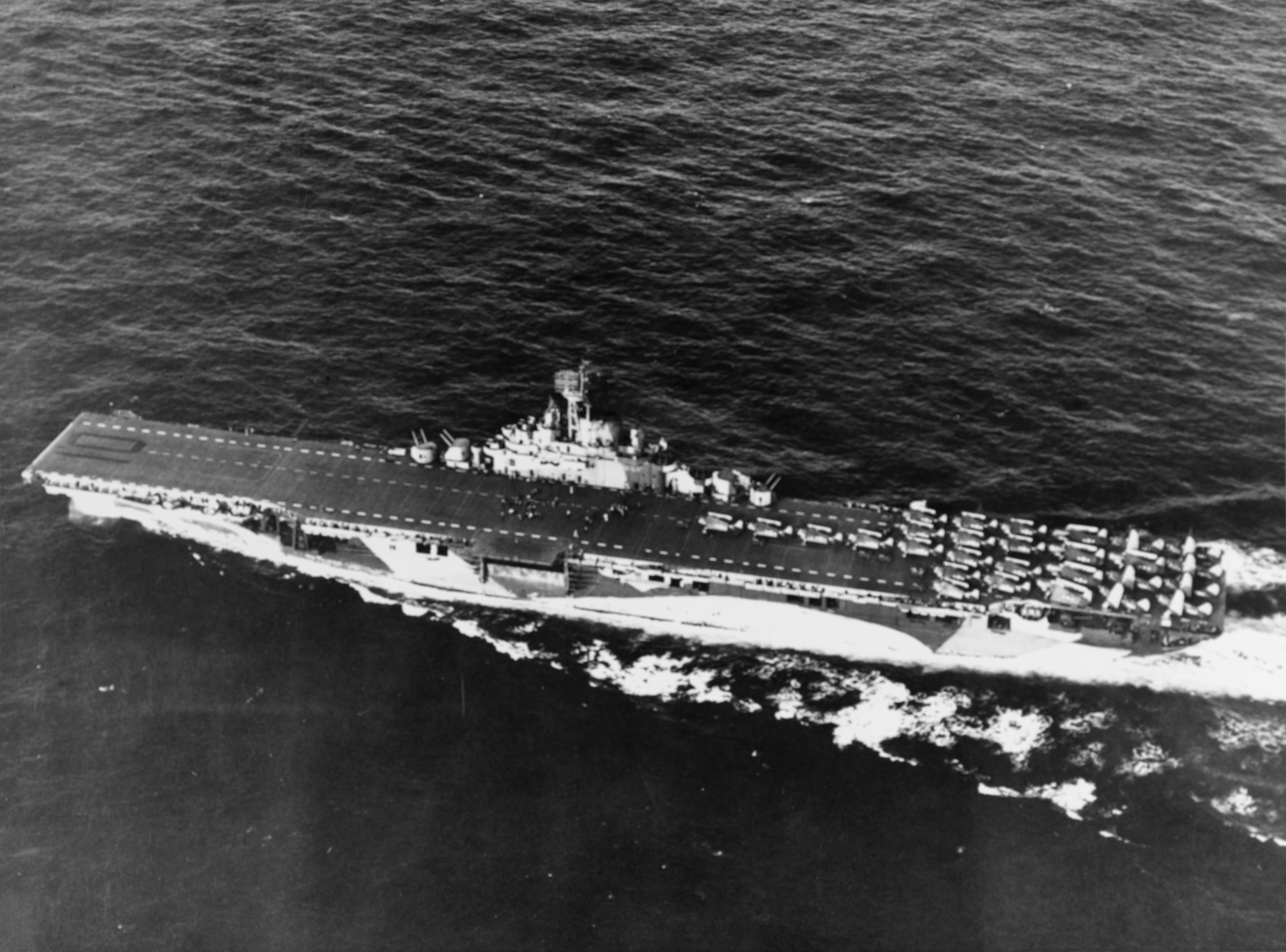
Yorktown vào tháng 6 năm 1944 cùng các phi cơ của Không đoàn Tàu sân bay 1, trong giai đoạn Chiến dịch Mariana

Sáng ngày 20 tháng 6, Yorktown cùng với Lực lượng Đặc nhiệm 58 di chuyển về hướng Tây trong khi các máy bay trinh sát dò tìm hạm đội đối phương đang bỏ chạy. Tin tức về đối thủ có được vào khoảng 15 giờ 40 phút khi một phi công của chiếc Hornet (CV-12) phát hiện ra các đơn vị của Hạm đội Liên hợp Nhật Bản đang rút lui. Yorktown tung ra một lực lượng tấn công gồm 40 máy bay từ 16 giờ 23 đến 16 giờ 43 phút. Máy bay của nó tìm thấy lực lượng của Đô đốc Ozawa vào khoảng 18 giờ 40 và bắt đầu một đợt tấn công kéo dài 20 phút, trong đó họ đã truy đuổi chiếc tàu sân bay Zuikaku và gây được một số thiệt hại, nhưng đã không thể đánh chìm được nó. Họ cũng tấn công nhiều tàu chiến khác của lực lượng Nhật, cho dù không xác nhận được đã đánh đắm chiếc tàu nào hay không. Vào ngày 21 tháng 6, chiếc tàu sân bay tham gia vào cuộc đuổi bắt đối phương vô vọng được thực hiện bởi Lực lượng Đặc nhiệm 58, nhưng buộc phải bỏ cuộc vào lúc chiều tối khi máy bay trinh sát không tìm thấy lực lượng Nhật Bản. Yorktown quay trở lại khu vực Mariana và tiếp tục không kích lên đảo Pagan vào các ngày 22 và 23 tháng 6. Sang ngày 24 tháng 6, nó lại tung ra một đợt không kích vào Iwo Jima. Đến ngày 25 tháng 6, nó khởi hành đi Eniwetok và đến nơi hai ngày sau đó. Vào ngày 30 tháng 6 chiếc tàu sân bay quay trở lại Mariana và Bonin, tiếp tục các hoạt động tác chiến vào ngày 3 và 4 tháng 7 với một loạt các đợt không kích xuống Iwo Jima và Chichi Jima. Vào ngày 6 tháng 7, chiếc tàu chiến tung ra các đợt không kích tại khu vực Mariana, và tiếp tục trong vòng 17 ngày tiếp theo sau. Đến ngày 23 tháng 7, nó di chuyển hướng về phía Tây để lại tung ra một loạt các đợt không kích vào Yap, Ulithi và Palau. Nó thực hiện các hoạt động này cho đến ngày 25 tháng 7, rồi sau đó quay trở về Mariana ngày 29 tháng 7.
Vào ngày 31 tháng 7, nó rời quần đảo Mariana để để quay về vùng bờ Tây Hoa Kỳ ngang Eniwetok và Trân Châu Cảng. Yorktown về đến Xưởng hải quân Puget Sound, Bremerton, Washington vào ngày 17 tháng 8 và bắt đầu đợt đại tu kéo dài hai tháng. Nó hoàn tất các công việc sửa chữa vào ngày 6 tháng 10 và rời Puget Sound vào ngày 9 tháng 10. Nó dừng tại Căn cứ Không lực Hải quân Alameda từ ngày 11 đến ngày 13 tháng 10 để chất lên máy bay và tiếp liệu rồi khởi hành quay trở lại khu vực Tây Thái Bình Dương. Sau khi dừng lại Trân Châu Cảng từ ngày 18 đến ngày 24 tháng 10, Yorktown tiếp tục đi đến Eniwetok vào ngày 31 tháng 10. Nó rời vũng biển san hô ngày 1 tháng 11 và đi đến Ulithi ngày 3 tháng 11. Tại đây, nó được phối thuộc vào Đội Đặc nhiệm 38.4, rồi cùng đơn vị này rời Ulithi vào ngày 6 tháng 11.
Vào ngày 7 tháng 11, chiếc tàu sân bay được điều sang Đội Đặc nhiệm 38.1, và trong vòng hai tuần tiếp theo sau nó tung ra các đợt không kích lên các mục tiêu ở Philippines nhằm hỗ trợ cho việc chiếm đóng Leyte. Tách khỏi Lực lượng Đặc nhiệm 38 vào ngày 23 tháng 11, Yorktown quay về Ulithi ngày 24 tháng 11 và ở lại đó cho đến tận ngày 10 tháng 12, khi nó lại ra khơi và tái gia nhập Lực lượng Đặc nhiệm 38. Nó hợp cùng các tàu sân bay khác vào ngày 13 tháng 12 và bắt đầu tung ra các đợt không kích lên các mục tiêu trên đảo Luzon nhằm chuẩn bị cho chiến dịch đổ bộ chiếm đóng được dự kiến vào tuần thứ hai của tháng 1 năm 1945. Vào ngày 17 tháng 12, lực lượng đặc nhiệm rút lui khỏi các hoạt tấn công lên Luzon và tiến ra biển chuẩn bị cho một đợt tiếp nhiên liệu trên đường đi. Tuy nhiên hạm đội lại di chuyển đúng ngay vào tâm cơn bão Cobra vào tháng 12 năm 1944. Cơn bão này đã nhấn chìm ba chiếc tàu khu trục Spence (DD-512), Hull (DD-350) và Monaghan (DD-354), cũng như gây ra hư hại vật chất nặng nề cho nhiều tàu chiến khác. Yorktown đã tham gia vào một số công việc tìm kiếm cứu nạn những người còn sống sót trên ba chiếc tàu khu trục, rồi lên đường quay trở về Ulithi vào ngày 24 tháng 12.

### 1945
Yorktown được tiếp nhiên liệu và tiếp liệu tại Ulithi cho đến ngày 30 tháng 12 năm 1944, khi nó lại trở ra biển và gia nhập Lực lượng Đặc nhiệm 38 để tấn công các mục tiêu trên đảo Đài Loan và tại Philippine nhằm chuẩn bị cho cuộc đổ bộ lên Lingayen. Những chiếc tàu sân bay bắt đầu với việc tấn công các sân bay trên đảo Đài Loan vào ngày 3 tháng 1 năm 1945 và tiếp tục với nhiều mục tiêu khác nhau trong tuần lễ tiếp theo sau. Vào ngày 10 tháng 1, Yorktown cùng Lực lượng Đặc nhiệm 38 tiến vào Biển Đông ngang qua eo biển Bashi để bắt đầu một loạt các đợt không kích lên vành đai phòng thủ bên trong của Nhật Bản. Vào ngày 12 tháng 1, máy bay của nó đã bay đến Sài Gòn và Đà Nẵng tại Đông Dương thuộc Pháp với hy vọng tìm thấy các đơn vị chủ yếu của hạm đội Nhật Bản. Cho dù không tìm thấy mục tiêu chính, máy bay của Lực lượng Đặc nhiệm 38 cũng đánh trúng được 44 tàu bè đối phương, trong đó có 15 tàu chiến. Vào ngày 15 tháng 1, các cuộc không kích được thực hiện xuống Đài Loan và Quảng Đông thuộc Trung Quốc. Ngày hôm sau, máy bay của nó lại tấn công một lần nữa vào Quảng Đông và Hong Kong. Vào ngày 20 tháng 1, nó rời Biển Đông cùng với Lực lượng Đặc nhiệm 38 ngang qua eo biển Balintang. Nó tham gia một đợt không kích lên Đài Loan vào ngày 21 tháng 1 và một đợt khác lên Okinawa vào ngày 22 tháng 1 trước khi rời khu vực quay trở về Ulithi. Sáng ngày 26 tháng 1, nó cùng Lực lượng Đặc nhiệm 38 về đến vũng biển Ulithi.
Yorktown ở lại Ulithi để được cung cấp tiếp liệu và vũ khí cũng như thực hiện các bảo trì cần thiết cho đến tận ngày 10 tháng 2. Khi đó, nó khởi hành cùng Lực lượng Đặc nhiệm 58, vào lúc Đệ Tam hạm đội đổi tên thành Đệ Ngũ hạm đội khi Đô đốc Spruance thay thế cho Đô đốc William Halsey làm tư lệnh, và thực hiện một loạt các cuộc không kích xuống Nhật Bản và sau đó hỗ trợ cuộc tấn công chiếm đóng đảo Iwo Jima. Sáng ngày 16 tháng 2, chiếc tàu sân bay bắt đầu tung ra các cuộc không kích xuống khu vựcTokyo trên đảo Honshū. Vào ngày 17 tháng 2, nó lại tiếp tục các đợt không kích trước khi lên đường hướng đến quần đảo Bonin. Máy bay của nó ném bom và bắn phá các căn cứ trên đảo Chichi Jima vào ngày 18 tháng 2. Cuộc đổ bộ lên đảo Iwo Jima diễn ra vào ngày 19 tháng 2, và máy bay của Yorktown bắt đầu hỗ trợ các hoạt động tác chiến trên hòn đảo vào ngày 20 tháng 2. Các hoạt động này được tiếp nối cho đến ngày 23 tháng 2 khi Yorktown rời khu vực Bonin để tiếp nối các cuộc không kích lên chính quốc Nhật Bản. Nó đến được điểm xuất phát vào ngày 25 tháng 2 và tung ra hai cuộc không kích ném bom và bắn phá các sân bay ở ngoại vi Tokyo. Vào ngày 26 tháng 2, máy bay của Yorktown thực hiện một đợt càn quét qua các căn cứ trên đảo Kyūshū trước khi Đội Đặc nhiệm 58.4 bắt đầu rút lui về Ulithi. chiếc tàu sân bay buông neo tại Ulithi vào ngày 1 tháng 3.
Chiếc tàu sân bay ở lại đảo san hô trong vòng hai tuần. Đến ngày 14 tháng 3, Yorktown khởi hành quay trở lại chiến trường để tiếp tục các cuộc không kích vào Nhật Bản và bắt đầu các hoạt động chuẩn bị cho chiến dịch Okinawa được dự định bắt đầu vào ngày 1 tháng 4. Vào ngày 18 tháng 3, nó đi đến khu vực hoạt động ngoài khơi Nhật Bản và bắt đầu tung ra các đợt tấn công vào các sân bay trên các đảo Kyūshū, Honshū và Shikoku.
Đội đặc nhiệm hứng chịu một đợt tấn công cảm tử Kamikaze hầu như ngay khi cuộc không kích bắt đầu. Vào khoảng 08 giờ 00, một máy bay ném bom hai động cơ, có thể là một chiếc P1Y Frances, tấn công từ bên mạn trái. Chiếc tàu sân bay khai hỏa gần như lập tức và bắn cháy mục tiêu, nhưng chiếc máy bay bốc cháy ngùn ngụt vẫn tiếp tục lao vượt qua mũi chiếc Yorktown và cắm xuống nước bên mạn phải. Chỉ bảy phút sau đó, một chiếc Frances khác nỗ lực tấn công nhưng cũng bị bắn hạ và rơi xuống nước do hỏa lực kết hợp của đội hình các tàu hộ tống. Không có đợt tấn công nào khác cho đến trưa hôm đó, và trong thời gian đó Yorktown tiếp tục các hoạt động không kích. Vào lúc xế trưa, ba chiếc máy bay ném bom bổ nhào D4Y Judy tấn công chiếc tàu sân bay, trong đó hai chiếc máy bay đầu tiên bị bắn rơi. Tuy nhiên chiếc máy bay thứ ba đã thành công trong việc phóng một quả bom xuống cầu tàu, quả bom xuyên qua sàn đáp và phát nổ gần mũi tàu, làm thủng hai lỗ lớn và giết chết năm người cùng làm bị thương thêm 26 người khác. Tuy vậy, nó vẫn tiếp tục duy trì được hoạt động không quân, và các khẩu pháo phòng không đã bắn hạ được các kẻ tấn công khác. Nó vẫn tiếp tục các hoạt động không quân tại ba hòn đảo cực nam của quần đảo Nhật Bản, và sau đó nó rút lui để được tiếp nhiên liệu vào ngày 20 tháng 3.
Ngày 21 tháng 3, Yorktown hướng đến Okinawa, nơi nó bắt đầu thực hiện các cuộc tấn công áp chế vào ngày 23 tháng 3. Các cuộc tấn công này được tiếp nối cho đến ngày 28 tháng 3 khi nó khởi sự quay lại vùng biển ngoài khơi vùng biển Nhật Bản để tấn công tiếp nối vào các đảo chính quốc Nhật. Vào ngày 29 tháng 3, nó tiến hành hai đợt tấn công và một phi vụ trinh sát hình ảnh bên trên Kyūshū. Trưa hôm đó vào lúc 14 giờ 10 phút, một chiếc Judy thực hiện một cú bổ nhào tự sát vào chiếc Yorktown. Các khẩu pháo phòng không đã bắn trúng được nhiều phát, làm cho chiếc máy bay bay trượt qua con tàu và rơi xuống biển ở khoảng 20 m (60 ft) bên mạn trái tàu.
Vào ngày 30 tháng 3, Yorktown cùng các tàu sân bay khác trong đội đặc nhiệm tập trung mọi nỗ lực hoạt động vào Okinawa và các đảo nhỏ chung quanh. Trong hai ngày, chúng tấn công áp chế hòn đảo. Vào ngày 1 tháng 4, lực lượng tấn công bắt đầu các hoạt động xâm chiếm hòn đảo, và trong vòng gần sáu tuần tàu sân bay Yorktown tung máy bay của nó ra hỗ trợ trực tiếp cho lực lượng tác chiến trên đảo. Mỗi ba ngày một lần, nó rút lui về phía Đông để được tiếp nhiên liệu và tái trang bị vũ khí và tiếp liệu. Lần ngoại lệ duy nhất là vào ngày 7 tháng 4 khi nó phát hiện một lực lượng đặc nhiệm hải quân Nhật Bản được xây dựng chung quanh chiếc thiết giáp hạm Yamato thường lẫn trốn đang hướng về phía Nam trong chuyến hải hành tấn công liều lĩnh cuối cùng. Yorktown và các tàu sân bay khác nhanh chóng tung ra các đợt tấn công nhắm vào mục tiêu đáng giá này. Máy bay của Liên đội Không quân 9 đánh trúng được nhiều quả ngư lôi vào chiếc Yamato trước khi nó bị nổ tung và chìm. Có ít nhất ba quả bom 250 kg (500 lb) đã đánh trúng chiếc tàu tuần dương hạng nhẹ Yahagi khiến nó cũng bị đánh chìm. Phi công của nó cũng bắn phá các tàu khu trục hộ tống và ít nhất đã bắn cháy một chiếc. Sau khi kết thúc các hoạt động trên, Yorktown và máy bay của nó quay lại tiếp tục nhiệm vụ hỗ trợ trên không cho lực lượng tại Okinawa. Vào ngày 11 tháng 4, nó chịu đựng một đợt tấn công từ trên không khi một máy bay một động cơ đã lao vào nó. Các pháo thủ phòng không của chiếc Yorktown đã bắn hạ được đối thủ. Các cuộc tấn công rời rạc tiếp tục cho đến tận ngày 11 tháng 5 khi nó rời khỏi khu vực Ryūkyūs, nhưng Yorktown không phải chịu đựng thiệt hại nào khác trong khi ghi thêm được một chiến công bắn hạ thêm một máy bay đối phương nữa bằng pháo phòng không. Vào ngày 11 tháng 5, Đội đặc nhiệm 58.4 của nó được cho tách ra và quay về Ulithi để được bảo trì, tiếp liệu và nghỉ ngơi.
Yorktown đi vào vũng biển san hô ở Ulithi ngày 14 tháng 5 và ở lại đó cho đến ngày 24 tháng 5 khi nó khởi hành cùng Đội đặc nhiệm 58.4, và đi đến gia nhập các lực lượng ngoài khơi Okinawa. Vào ngày 28 tháng 5 năm, Đội đặc nhiệm 58.4 lại đổi tên trở lại 38.4 khi Đô đốc Halsey thay thế cho Đô đốc Spruance và Đệ Ngũ hạm đội lại trở thành Đệ Tam hạm đội. Cùng ngày hôm đó, chiếc tàu sân bay tiếp tục các hoạt động hỗ trợ trên không tại Okinawa kéo dài cho đến tận đầu tháng 6 khi nó tách ra cùng Lực lượng Đặc nhiệm 38 để tiếp tục không kích lên các đảo chính quốc Nhật Bản. Ngày 3 tháng 6, máy bay của nó thực hiện bốn đợt càn quét các sân bay đối phương. Sang ngày hôm sau, nó quay về Okinawa yểm trợ trên không trong suốt một ngày trước khi rời đi để tránh một cơn bão. Trong các ngày 6 và 7 tháng 6, nó tiếp tục không kích Okinawa. Nó lại tung máy bay đến các sân bay trên đảo Kyūshū, và từ ngày 9 tháng 6 thực hiện một cuộc không kích kéo dài hai ngày vào Minami Daito Shima. Sau đó Yorktown cùng Đội đặc nhiệm 38.4 rút lui về phía Leyte. Nó đến vịnh San Pedro tại Leyte vào ngày 13 tháng 6 để được bảo trì, tiếp liệu và nghỉ ngơi.
Chiếc tàu chiến ở lại Leyte cho đến ngày 1 tháng 7 khi nó cùng Đội đặc nhiệm 38.4 lên đường gia nhập cùng các tàu sân bay khác trong chiến dịch không kích cuối cùng nhắm vào các hòn đảo chính quốc Nhật Bản. Đến ngày 10 tháng 7, nó ở ngoài khơi vùng biển nội địa Nhật Bản và tung các trận không kích vào khu vực Tokyo trên đảo Honshū. Sau khi được tiếp nhiên liệu trong các ngày 11 và 12 tháng 6, nó tiếp nối các cuộc không kích xuống Nhật Bản, lần này là nhằm vào phần cực Nam của hòn đảo Hokkaidō phía Bắc Nhật Bản. Các cuộc không kích này kéo dài từ ngày 13 đến ngày 15 tháng 6. Một đợt tiếp nhiên liệu, cùng với thời tiết không thích hợp, khiến nó ngừng các hoạt động tấn công đến ngày 18 tháng 6, và nó quay lại tấn công vào khu vực Tokyo. Từ ngày 19 đến ngày 22 tháng 6, nó rút lui để được tiếp liệu và nghỉ ngơi; rồi đến ngày 24 tháng 6 lại tiếp tục các hoạt động không kích vào Nhật Bản. Trong hai ngày, máy bay của nó đã tàn phá các cơ sở chung quanh căn cứ hải quân Kure.
Sau một đợt nghỉ ngơi và tiếp nhiên liệu diễn ra trong ngày 26 tháng 6, trong các ngày 27 và 28 tháng 6 năm, máy bay của Yorktown lại hoạt động trên vùng trời Kure. Trong các ngày 29 và 30 tháng 6, nó chuyển mục tiêu sang khu vực Tokyo trước khi được nghỉ ngơi và tiếp nhiên liệu. Một trận bão khác khiến nó phải tạm ngưng mọi hoạt động cho đến tuần lễ đầu tiên của tháng 8. Vào các ngày 8 và 9 tháng 8, chiếc tàu sân bay tung máy bay của nó ra tấn công vào phía Bắc đảo Honshū và phía Nam đảo Hokkaido. Ngày 10 tháng 8, nó tấn công vào Tokyo. Trong các ngày 11 và 12 tháng 8, nó rút lui để tiếp nhiên liệu và tránh một cơn bão; ngày 13 tháng 8, máy bay của nó tấn công Tokyo lần cuối cùng. Ngày 14 tháng 8, nó lại nghỉ ngơi để các tàu khu trục hộ tống được tiếp nhiên liệu; và vào ngày 15 tháng 8, Nhật Bản chấp nhận đầu hàng nên mọi kế hoạch không kích trong ngày hôm đó được hủy bỏ.
Từ ngày 16 đến ngày 23 tháng 8, Yorktown cùng các tàu sân bay khác của Lực lượng Đặc nhiệm 58 di chuyển quanh các vùng biển phía Đông Nhật Bản chờ đợi chỉ thị mới trong khi việc thương lượng thủ tục đầu hàng đang được tiến hành. Sau đó nó được lệnh hướng đến vùng biển phía Đông đảo Honshū nơi máy bay của nó sẽ yểm trợ trên không cho lực lượng chiến đóng nước Nhật. Nó bắt đầu thực hiện việc yểm trợ trên không từ ngày 25 tháng 8, kéo dài đến tận giữa tháng 9. Sau khi văn kiện đầu hàng được chính thức ký kết trên thiết giáp hạm Missouri (BB-63) vào ngày 2 tháng 9, chiếc tàu sân bay làm nhiệm vụ thả dù tiếp liệu xuống cho tù binh chiến tranh Đồng Minh vẫn còn đang ở lại trong các trại tù binh. Vào ngày 16 tháng 9, Yorktown tiến vào vịnh Tokyo cùng Đội đặc nhiệm 38.1, và ở lại đó để bảo trì và cho thủy thủ đoàn nghỉ ngơi đến cuối tháng. Ngày 1 tháng 10, chiếc tàu sân bay rời vịnh Tokyo đi đến Okinawa. Nó đến vịnh Buckner ngày 4 tháng 10, nhận hành khách lên tàu rồi lên đường vào ngày 6 tháng 10 để quay trở về Hoa Kỳ.

## Hoạt động sau Thế Chiến II

### 1945 – 1952

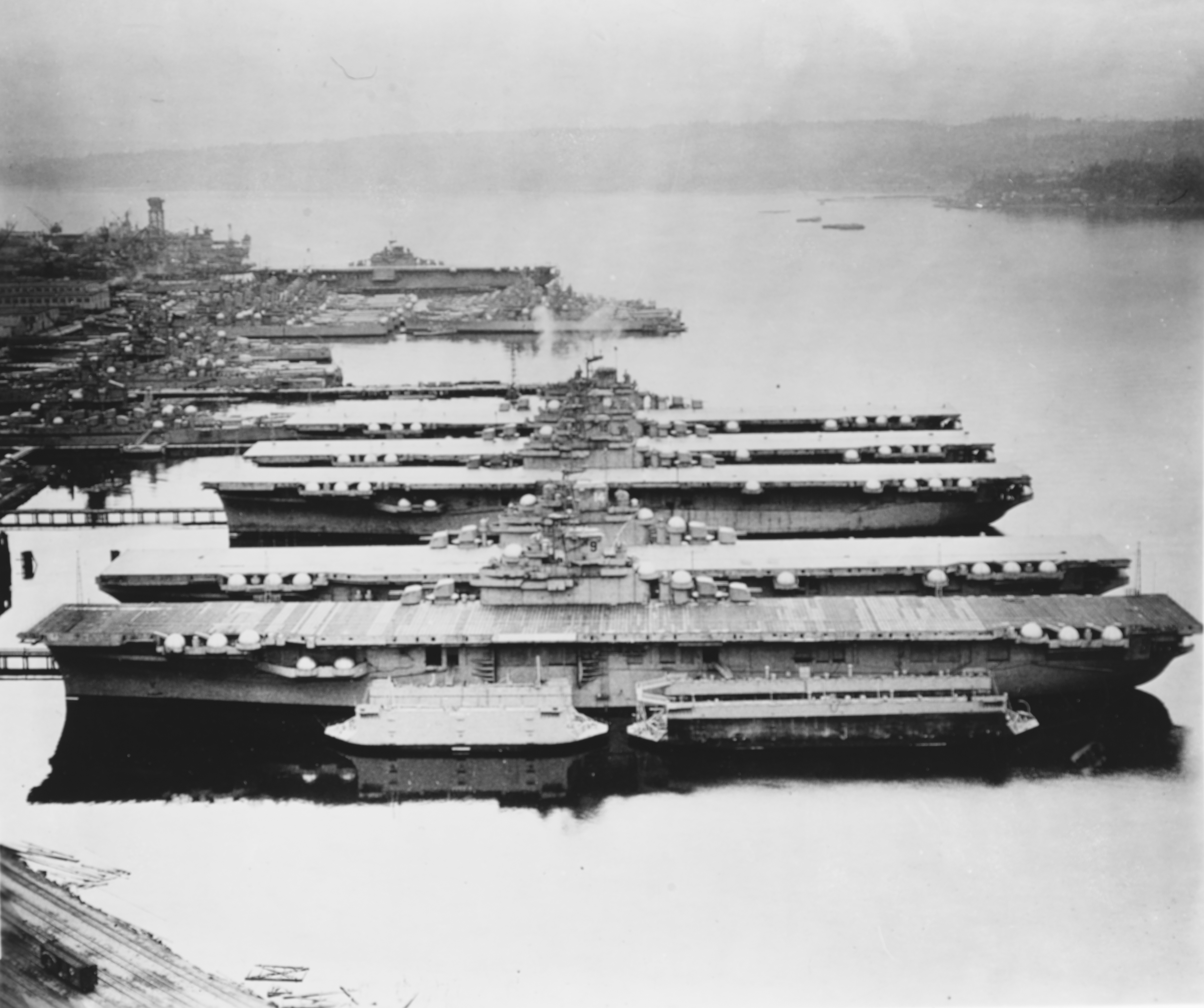
Yorktown đang bị bỏ không trong thành phần dự bị tại Xưởng Hải quân Puget Sound, Bremerton, Washington, năm 1948

Sau chuyến đi không dừng nghỉ, Yorktown về đến vịnh San Francisco vào ngày 20 tháng 10, neo đậu tại Căn cứ Không lực Hải quân Alameda và bắt đầu tiễn hành khách lên bờ. Nó ở lại đó đến ngày 31 tháng 10 trước khi chuyển đến Xưởng hải quân Hunters Point để thực hiện các sửa chữa nhỏ. Ngày 2 tháng 11, trong khi còn đang trong xưởng, nó nhận được lệnh của Hạm đội Thái Bình Dương tham gia chiến dịch Magic Carpet (chiếc thảm thần) đưa quân nhân giải ngũ hồi hương. Cùng ngày hôm đó, nó rời vịnh San Francisco hướng đến Guam trong một nhiệm vụ như thế. Nó đi đến cảng Apra vào ngày 15 tháng 11 để rồi lại lên đường hai ngày sau đó cùng một lượt các hành khách, và về đến San Francisco vào ngày 30 tháng 11. Đến ngày 8 tháng 12 con tàu sân bay lại hướng đến Viễn Đông. Lộ trình ban đầu dự định đến Samar tại Philippines, nhưng nó chuyển hướng dọc đường để đi đến Manila vào ngày 26 tháng 12 và rời nơi này ngày 29 tháng 12. Nó về đến San Francisco ngày 13 tháng 1 năm 1946. Cuối tháng đó, nó di chuyển lên hướng Bắc đến Bremerton, Washington, nơi nó được đưa về làm lực lượng dự bị vào ngày 21 tháng 6. Nó được duy trì trong tình trạng như vậy cho đến cuối năm. Vào ngày 9 tháng 1 năm 1947, Yorktown được cho xuất biên chế và được cho neo đậu cùng Đội Bremerton của Hạm đội Dự bị Thái Bình Dương.

### 1953 – 1955

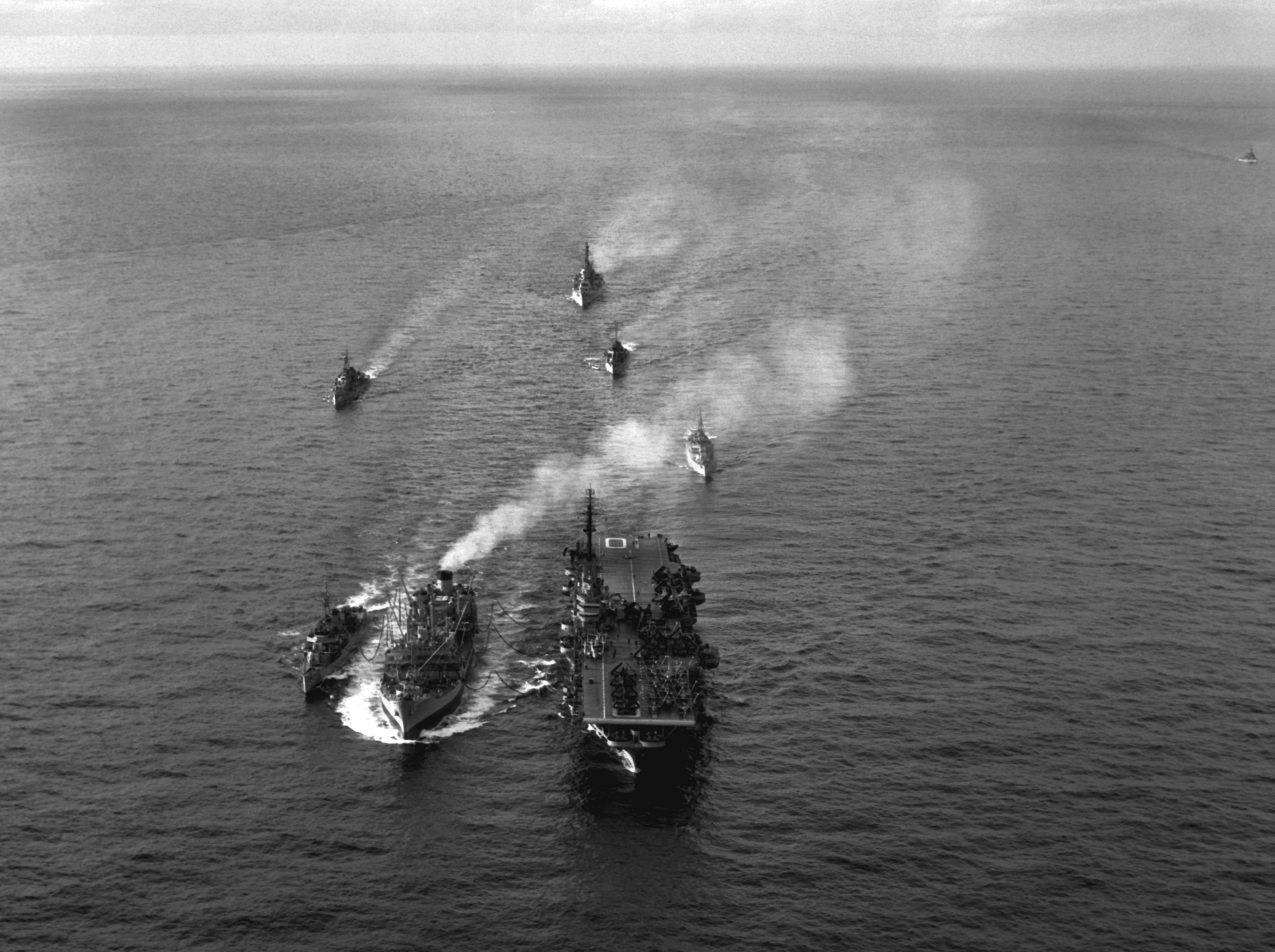
Yorktown sau đợt cải biến SCB-27A năm 1953, đang tiếp nhiên liệu cùng một tàu khu trục

Yorktown ở lại trong thành phần dự bị khoảng gần năm năm. Vào tháng 6 năm 1952, nó nhận được lệnh cho tái hoạt động, và công việc chuẩn bị được tiến hành tại Puget Sound. Vào ngày 15 tháng 12 năm 1952, nó được tái biên chế trong lực lượng dự bị tại Bremerton; công việc tân trang được tiến hành kéo dài đến đầu năm 1953 và nó tiến hành chạy thử máy sau tân trang vào tháng 1 năm đó. Vào ngày 20 tháng 2 năm 1953, Yorktown được đưa ra hoạt động thường trực như một tàu sân bay tấn công CVA dưới quyền chỉ huy của hạm trưởng, Đại tá Hải quân William M. Nation. Chiếc tàu sân bay tiến hành các hoạt động thường xuyên dọc bờ Tây Hoa Kỳ trong gần suốt mùa Hè năm 1953. Vào ngày 3 tháng 8, nó rời San Francisco để hướng đến Viễn Đông. Nó đến Trân Châu Cảng và ở lại đó đến ngày 27 tháng 8, khi nó lại lên đường tiếp tục hành trình về phía Tây. Vào ngày 5 tháng 9, chiếc tàu sân bay đi đến Yokosuka, Nhật Bản.
Yorktown lại ra khơi vào ngày 11 tháng 8 để gia nhập Lực lượng Đặc nhiệm 77 đang hoạt động trong biển Nhật Bản. Chiến tranh Triều Tiên đã kết thúc hai tháng trước đó, nên chiếc tàu sân bay chỉ tiến hành các hoạt động huấn luyện thay vì chiến đấu. Nó hoạt động cùng Lực lượng Đặc nhiệm 77 cho đến ngày 18 tháng 2 năm 1954, khi nó rời Yokosuka để lên đường trở về nhà. Trên đường về nó ghé qua Trân Châu Cảng rồi thả neo tại Alameda một lần nữa vào ngày 3 tháng 3. Sau một đợt sửa chữa ngắn tại Xưởng Hải quân Hunters Point, Yorktown được cho ra khơi làm bối cảnh để quay bộ phim tài liệu ngắn Jet Carrier, một phim từng được đề cử Giải thưởng Điện ảnh Viện hàn lâm Hoa Kỳ (giải Oscar). Nó lại tiến hành các hoạt động thường xuyên dọc bờ Tây cho đến ngày 1 tháng 7, khi nó nhận được lệnh chuyển đến hoạt động tại khu vực Viễn Đông. Nó dừng lại Trân Châu Cảng từ ngày 8 đến ngày 28 tháng 7 trước khi tiếp tục hành trình đến Manila, và nó đến nơi ngày 4 tháng 8.
Yorktown hoạt động tại khu vực ngoài khơi  Căn cứ Hải quân vịnh Subic gần Manila, tiến hành các cuộc tập trận cùng Đệ Thất hạm đội trong suốt thời gian được bố trí đến đây. Thỉnh thoảng, nó cũng phá vỡ lịch trình trên trong các chuyến ghé thăm cảng Yokosuka; và vào các ngày nghỉ trong dịp lễ Giáng Sinh, nó ghé qua Hong Kong. Vào tháng 1 năm 1955, nó được lệnh đến giúp đỡ cho cuộc triệt thoái của lực lượng Quốc dân Đảng khỏi quần đảo Đại Trần đang chịu áp lực nặng nề từ phía Trung Cộng. Yorktown vào cảng Yokosuka vào ngày 16 tháng 2 năm 1955, rồi lại khởi hành vào ngày 18 tháng 2 để quay về nhà. Sau khi ghé qua đêm tại Trân Châu Cảng đêm 23 rạng sáng ngày 24 tháng 2, nó tiếp tục cuộc hành trình về hướng Đông và về đến Alameda vào ngày 28 tháng 2. Vào ngày 21 tháng 3 năm 1955, nó được tạm thời cho ngưng hoạt động và đưa về Xưởng Hải quân Puget Sound nơi nó được cải tiến và hiện đại hóa, đáng kể nhất là một sàn đáp chéo góc để tăng cường khả năng phóng máy bay phản lực. Nó hoàn tất các công việc cải tạo vào mùa Thu năm đó, và vào ngày 14 tháng 10, được đưa trở lại hoạt động thường trực.

### 1955 – 1957
Sau khi được cho nhập biên chế thường trực trở lại, Yorktown quay trở lại các hoạt động thường xuyên dọc theo vùng bờ Tây Hoa Kỳ cho đến giữa tháng 3 năm 1956. Vào ngày 19 tháng 3, nó rời vịnh San Francisco thực hiện lượt phục vụ thứ ba cùng Đệ Thất hạm đội kể từ khi hoạt động trở lại vào năm 1953. Chiếc tàu sân bay dừng lại Trân Châu Cảng từ ngày 24 tháng 3 đến ngày 9 tháng 4 rồi tiếp tục chuyến hành trình. Nó đi đến cảng Yokosuka vào ngày 18 tháng 4 và khởi hành ngày 29 tháng 4. Chiếc tàu chiến hoạt động cùng Đệ Thất hạm đội trong năm tháng tiếp theo sau, khi nó hoạt động tại các khu vực biển Nhật Bản, biển Đông Trung Quốc và biển Đông. Nó đã ghé qua các cảng Sasebo, Manila, vịnh Subic và vịnh Buckner ở Okinawa. Vào ngày 7 tháng 9, chiếc tàu sân bay rời cảng Yokosuka hướng mũi về phía Đông. Sau một chuyến hải hành không dừng nghỉ, nó về đến Alameda vào ngày 13 tháng 9. Nó tiếp tục các hoạt động dọc theo bờ Tây Hoa Kỳ trong khoảng hai tháng. Đến ngày 13 tháng 11, nó thực hiện một chuyến đi khứ hồi đến Trân Châu Cảng rồi quay về Alameda vào ngày 11 tháng 12. Yorktown tiếp tục các hoạt động thường xuyên ngoài khơi Alameda cho đến tháng 3 năm 1957. Vào ngày 9 tháng 3, nó rời Alameda thực hiện một lượt phục vụ hoạt động khác tại khu vực Viễn Đông. Nó dừng lại Oahu và Guam dọc trên đường đi, và đến cảng Yokosuka ngày 19 tháng 4. Nó ra khơi tham gia các hoạt động của Lực lượng Đặc nhiệm 77 vào ngày 25 tháng 4, và đã hoạt động cùng đơn vị này trong ba tháng tiếp theo sau. Vào ngày 13 tháng 8, con tàu rời cảng Yokosuka để quay trở về Hoa Kỳ, dừng một chặng ngắn tại Trân Châu Cảng và về đến Alameda vào ngày 25 tháng 8.

### 1957 – 1960
Vào ngày 1 tháng 9 năm 1957, cảng nhà của Yorktown được chuyển từ Alameda đến Long Beach, California, và nó được xếp lại lớp thành một tàu sân bay chống tàu ngầm (ASW) với ký hiệu lườn mới CVS-10. Con tàu lên đường từ Alameda vào ngày 23 tháng 9, và đi đến Xưởng hải quân Puget Sound bốn ngày sau đó, nơi nó được đạ̣i tu và cải biến cho phù hợp với vai trò chống tàu ngầm. Công việc đó kéo dài cho đến tận đầu tháng 2 năm 1958. Nó rời kho đạn hải quân ở Bangor, Washington ngày 7 tháng 2 và về đến Long Beach năm ngày sau. Trong vòng tám tháng tiếp theo sau, Yorktown tiến hành các hoạt động thường xuyên dọc theo vùng bờ Tây Hoa Kỳ. Vào ngày 1 tháng 11, nó rời San Diego quay lại hoạt động tại khu vực Tây Thái Bình Dương. Sau một chặng dừng tại Trân Châu Cảng từ ngày 8 đến ngày 17 tháng 11, Yorktown tiếp tục hành trình tiến về phía Tây, và đi đến cảng Yokosuka ngày 25 tháng 11.
Trong đợt hoạt động này, chiếc tàu sân bay đã ba lần được tưởng thưởng do các hoạt động xuất sắc. Lần thứ nhất là vào các ngày 31 tháng 12 năm 1958 và 1 tháng 1 năm 1959, khi nó tham gia một đợt phô diễn sức mạnh quân sự Hoa Kỳ nhằm đáp trả việc những người Cộng sản Trung Quốc nả đạn pháo xuống các hòn đảo Kim Môn và Mã Tổ do lực lượng Trung Hoa Dân Quốc trấn giữ. Trong tháng 1 năm 1959, nó còn tham gia lực lượng phản ứng ngoài khơi Việt Nam trong thời gian biến loạn do các lực lượng du kích cộng sản gây ra tại miền Nam nước này. Trong tháng đó nó được tặng thưởng do các hoạt động tại eo biển Đài Loan. Thời gian còn lại của đợt bố trí này bao gồm một lần đến vùng biển ngoài khơi Việt Nam vào cuối tháng 3 và một lượt huấn luyện thường xuyên và viếng thăm các cảng. Nó kết thúc đợt hoạt động tại San Diego ngày 21 tháng 5. Sau đó chiếc tàu sân bay quay lại các hoạt động thường lệ dọc Bờ Tây Hoa Kỳ cho đến hết năm 1959.
Vào tháng 1 năm 1960, Yorktown quay lại khu vực Viễn Đông thông qua Trân Châu Cảng. Trong đợt bố trí này, nó được tặng thưởng thêm các Ngôi sao Chiến trận do nhiều lần hoạt động tại vùng biển Việt Nam từ tháng 3 đến tháng 6 năm 1960. Nó quay về Bờ Tây Hoa Kỳ vào cuối mùa Hè, và đến cuối tháng 9 bắt đầu một đợt đại tu kéo dài bốn tháng tại Xưởng hải quân Puget Sound.

### 1961 – 1964
Yorktown rời xưởng tàu vào tháng 1 năm 1961 và về đến Long Beach ngày 27 tháng 1. Nó tiến hành một đợt huấn luyện rồi sau đó hoạt động thường trực dọc theo bờ Tây Hoa Kỳ cho đến tháng 7. Ngày 29 tháng 7, chiếc tàu sân bay rời Long Beach hướng đến Viễn Đông một lần nữa. Nó dừng lại khá lâu tại quần đảo Hawaii trong tháng 8 và chỉ đi đến Yokosuka vào ngày 4 tháng 9. Đợt hoạt động này tại Viễn Đông bao gồm các cuộc thực tập phòng không và chống tàu ngầm cùng viếng thăm các cảng. Nó kết thúc đợt hoạt động tại Long Beach vào ngày 2 tháng 3 năm 1962. Các hoạt động thường xuyên được thực hiện dọc theo bờ Tây Hoa Kỳ chiếm trọn mùa Hè và kéo dài sang mùa Thu năm 1962. Vào ngày 26 tháng 10, nó rời Long Beach hướng sang Viễn Đông. Trong đợt hoạt động này, nó là soái hạm của Đội tàu sân bay 19. Nó tham gia nhiều cuộc thực tập phòng không và chống tàu ngầm, kể cả cuộc tập trận chống tàu ngầm Chiến dịch Sea Serpent của khối Tổ chức Hiệp ước Đông Nam Á (SEATO). Đợt bố trí này kết thúc vào ngày 6 tháng 6 năm 1963, khi chiếc tàu sân bay khởi hành quay về Long Beach.
Yorktown quay trở lại cảng nhà vào ngày 18 tháng 6 và tiến hành các hoạt động thường lệ suốt phần còn lại của năm cũng như gần trọn năm 1964. Tuy nhiên, vào ngày 22 tháng 10, nó lại hướng mũi về phía Tây cho một đợt bố trí cùng Hạm đội 7. Một số hoạt động tại vùng biển quần đảo Hawaii đã trì hoãn thời gian đến Nhật Bản cho đến tận ngày 3 tháng 12 năm 1964.

### 1965 – 1968
Trong những năm 1964 và 1965, việc bố trí hoạt động tại Viễn Đông đã đưa Yorktown can dự trực tiếp lần đầu tiên vào cuộc xung đột trong Chiến tranh Việt Nam. Từ tháng 2 đến tháng 4 năm 1965, nó thực hiện một loạt các nhiệm vụ đặc biệt trong vùng biển Đông ngoài khơi Việt Nam, chủ yếu là phục vụ chống tàu ngầm cho lực lượng tàu sân bay nhanh đang thực hiện các phi vụ không kích các mục tiêu tại Việt Nam, yểm trợ cho sự can dự ngày càng sâu hơn của Mỹ vào cuộc chiến tranh tại đất nước này. Nó kết thúc đợt phục vụ tại Viễn Đông vào ngày 7 tháng 5, khi nó rời Yokosuka quay trở về Hoa Kỳ. Nó về đến Long Beach ngày 17 tháng 5 năm 1965.
Trong phần còn lại của cuộc đời phục vụ, Yorktown tiếp tục tham gia thêm nhiều lượt trong các hoạt động tác chiến tại Việt Nam. Sau bảy tháng hoạt động thường xuyên ngoài khơi Long Beach, nó lên đường đi đến khu vực Tây Thái Bình Dương một lần nữa vào ngày 5 tháng 1 năm 1966. Nó đi đến Yokosuka ngày 17 tháng 2 và gia nhập Lực lượng Đặc nhiệm 77 tại Trạm Yankee cuối tháng đó. Trong năm tháng tiếp theo sau, chiếc tàu sân bay đã thực hiện ba đợt phục vụ kéo dài tại Trạm Yankee hỗ trợ các hoạt động chống tàu ngầm, cùng hoạt động tìm kiếm và giải cứu phục vụ cho những tàu sân bay khác của Lực lượng Đặc nhiệm 77. Nó cũng tham gia nhiều cuộc thực tập chống tàu ngầm, kể cả cuộc tập trận chủ yếu của khối SEATO mang tên Chiến dịch Sea Imp. Chiếc tàu chiến thực hiện đợt phục vụ cuối cùng tại Trạm Yankee vào đầu tháng 7, và sau một chặng dừng tại Yokosuka, nó quay về nhà vào ngày 15 tháng 7. Nó tiễn lên bờ tại San Diego liên đội không quân phối thuộc vào ngày 27 tháng 7 và quay trở về Long Beach cùng ngày hôm đó. Nó tiếp tục các công việc hoạt động thường xuyên bao gồm huấn luyện chuẩn nhận hoạt động tàu sân bay và chống tàu ngầm trong suốt thời gian còn lại của năm 1966 và trong hai tháng đầu năm 1967.
Ngày 24 tháng 2 năm 1967, Yorktown đi vào Xưởng hải quân Long Beach cho một đợt đại tu kéo dài 7 tháng. Nó hoàn tất các công việc sửa chữa vào đầu tháng 10, và sau một đợt huấn luyện ôn tập, nó tiếp tục các hạt động thường xuyên ngoài khơi bờ Tây nước Mỹ trong gần suốt thời gian còn lại của năm 1967. Vào ngày 28 tháng 12, nó rời Long Beach lên đường thực hiện lượt bố trí nghĩa vụ cuối cùng tại khu vực tây Thái Bình Dương. Sau một chặng dừng tại Trân Châu Cảng, nó đi đến Viễn Đông cuối tháng 1 năm 1968; nhưng thay vì ghé vào một cảng Nhật Bản, Yorktown hướng trực tiếp đến vùng biển Nhật Bản để hỗ trợ chống tàu ngầm và tìm kiếm giải cứu cho lực lượng phản ứng được tập trung sau sự kiện Bắc Triều Tiên bắt giữ chiếc tàu do thám Hoa Kỳ Pueblo (AGER-2). Nó thực hiện nhiệm vụ được giao trong vòng 30 ngày cho đến khi được miễn nhiệm vào ngày 1 tháng 3 và hướng đến vịnh Subic tại Philippines. Trong thời gian còn lại của đợt bố trí này, chiếc tàu sân bay phục vụ ba lượt cùng Lực lượng Đặc nhiệm TF 77 tại Trạm Yankee, trong đó nó thực hiện vai trò chống tàu ngầm và hỗ trợ tìm kiến giải cứu cho các phi vụ không kích vào các mục tiêu tại Việt Nam. Nó kết thúc lượt phục vụ cuối cùng tại Việt Nam vào ngày 16 tháng 6 và hướng đến Sasebo, nơi nó dừng chân từ ngày 19 đến ngày 21 tháng 6 trước khi quay trở về Hoa Kỳ.

### 1968 – 1975

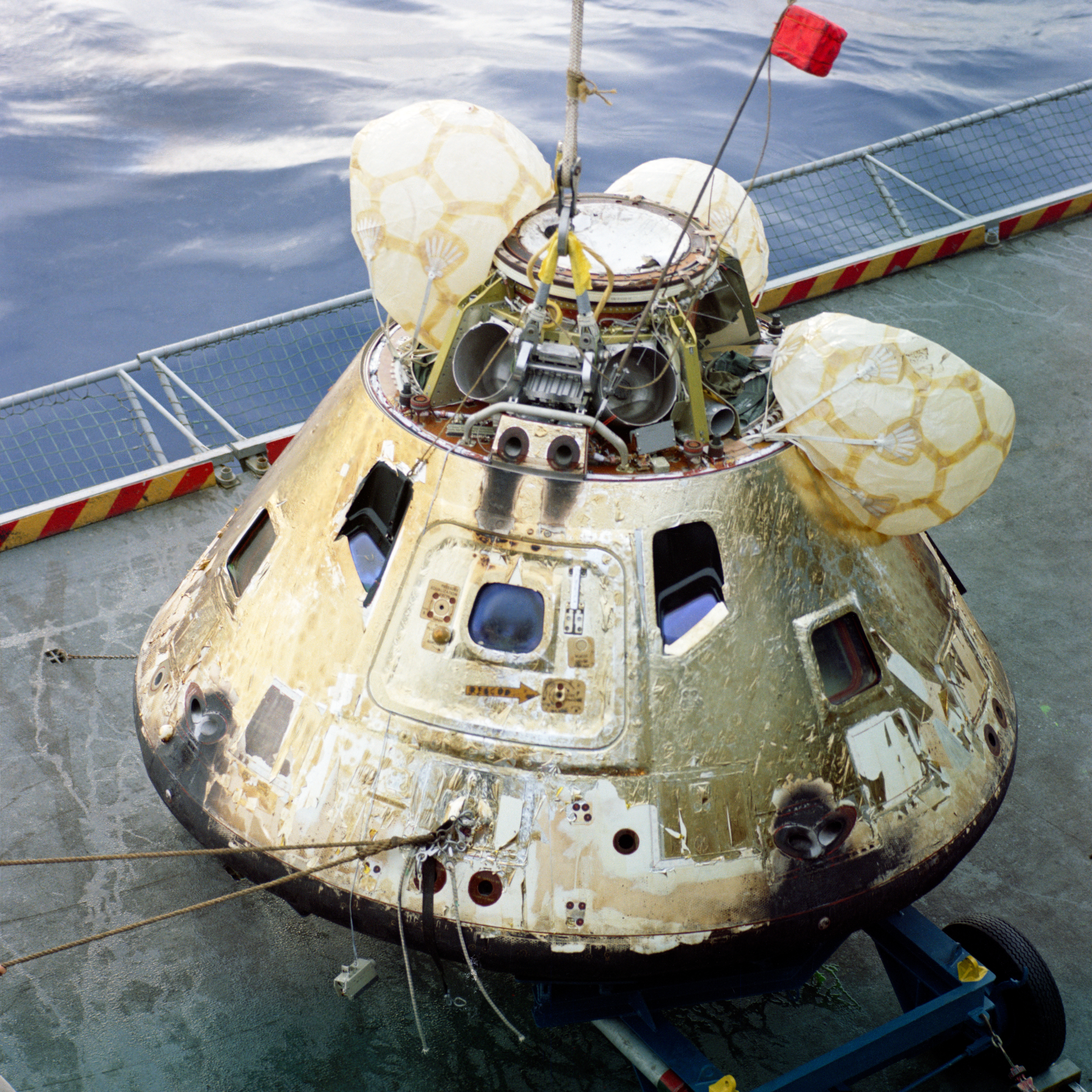
Mô-đun chỉ huy của tàu vũ trụ Apollo 8 trên sàn chiếc USS Yorktown

Yorktown trở về Long Beach ngày 5 tháng 7 năm 1968 và vào Xưởng hải quân Long Beach để thực hiện đợt sửa chữa kéo dài gần ba tháng. Nó hoàn tất công việc sửa chữa vào ngày 30 tháng 9 và quay lại các hoạt động thường xuyên. Vào cuối tháng 11 và đầu tháng 12 năm 1968, nó phục vụ làm bối cảnh cho việc quay cuốn phim Tora! Tora! Tora! tái dựng lại sự kiện Nhật Bản tấn công Trân Châu Cảng. Vào tháng 12 năm 1968, nó là một trong các tàu thu hồi chính cho chuyến bay Apollo 8. Hai nhiệm vụ trên được thực hiện tại vùng biển ngoài khơi Trân Châu Cảng. Nó rời Trân Châu Cảng ngày 2 tháng 1 năm 1969, và sau một chặng dừng hai tuần tại Long Beach, tiếp tục chuyến đi để gia nhập Hạm đội Đại Tây Dương. Đi vòng quanh Nam Mỹ, chiếc tàu sân bay đi đến cảng nhà mới của mình là Norfolk, Virginia vào ngày 28 tháng 2. Nó thực hiện các hoạt động thường xuyên ngoài khơi bờ Đông Hoa Kỳ và tại Tây Ấn cho đến cuối mùa Hè.
Ngày 2 tháng 9, Yorktown rời Norfolk thực hiện chuyến đi đến châu Âu và tham gia vào cuộc tập trận hạm đội lớn Chiến dịch Peacekeeper. Trong cuộc tập trận này, nó hỗ trợ hoạt động chống tàu ngầm và tìm kiếm và giải cứu cho lực lượng đặc nhiệm. Cuộc tập trận kết thúc vào ngày 23 tháng 9, và Yorktown bắt đầu thực hiện một loạt các chuyến viếng thăm các cảng tại Bắc Âu. Sau khi ghé qua Brest, Pháp và Rotterdam tại Hà Lan, Yorktown ra khơi thực hiện các cuộc thực hành tìm và diệt tàu ngầm từ ngày 18 tháng 10 đến ngày 11 tháng 11. Sau đó tó tiếp tục chương trình viếng thăm các cảng vào ngày 11 tháng 11 khi ghé thăm Kiel, Đức. Sau đó, nó còn dừng tại Copenhagen, Đan Mạch và Portsmouth, Anh Quốc trước khi lên đường quay trở về nhà vào ngày 1 tháng 12. Nó về đến Norfolk ngày 11 tháng 12 để bước vào kỳ nghỉ lễ cuối năm.
Trong nữa đầu năm 1970, Yorktown hoạt động ngoài khơi Norfolk và bắt đầu chuẩn bị để ngừng hoạt động. Vào ngày 27 tháng 6 năm 1970, Yorktown chính thức xuất biên chế tại Philadelphia, Pennsylvania, và được đưa về thành phần dự bị, neo đậu cùng Đội Philadelphia thuộc Hạm đội Dự bị Đại Tây Dương. Con tàu bị bỏ không trong gần ba năm trước khi tên nó được loại bỏ khỏi danh sách Đăng bạ Hải quân vào ngày 1 tháng 6 năm 1973. Đến năm 1974, Hải quân đồng ý trao tặng chiếc Yorktown cho tổ chức Patriot's Point Development Authority tại Charleston, Nam Carolina. Nó được kéo từ Bayonne, New Jersey đến Charleston trong tháng 6 năm 1975. Chiếc tàu sân bay chính thức được chỉ định thành một đài kỷ niệm nhân dịp 200 năm thành lập Hải quân Hoa Kỳ vào ngày 13 tháng 10 năm 1975.

## Phần thưởng
Yorktown (CV-10) nhận được 11 ngôi sao chiến đấu và danh hiệu Đơn vị Tuyên dương Tổng thống trong Thế Chiến II; và thêm năm ngôi sao chiến đấu nữa khi phục vụ tại Việt Nam.
|  |                                         |                                                       |
|  |                                         | Silver star · Silver star · Bronze star               |
|  |                                         | Bronze star                                           |
|  | Bronze star · Bronze star · Bronze star | Bronze star · Bronze star · Bronze star · Bronze star |
|  |                                         |                                                       |
|  |                                         |                                                       |

| Đơn vị Tuyên Dương Tổng thống                | Đơn vị Tuyên Dương Tổng thống                                       | Huân chương Phục vụ Trung Hoa                                       | Huân chương Phục vụ Trung Hoa                                            |
| Đơn vị Tuyên dương Anh dũng Hải quân         | Huân chương Chiến dịch Hoa Kỳ                                       | Huân chương Chiến dịch Hoa Kỳ                                       | Huân chương Chiến dịch Châu Á-Thái Bình Dương với 11 Ngôi sao Chiến trận |
| Huân chương Chiến thắng Thế Chiến II         | Huân chương Phục vụ Chiếm đóng Hải quân                             | Huân chương Phục vụ Chiếm đóng Hải quân                             | Huân chương Phục vụ Phòng vệ Quốc gia với 1 Ngôi sao Chiến trận          |
| Huân chương Phục vụ Triều Tiên               | Huân chương Viễn chinh Lực lượng Vũ trang với 3 Ngôi sao Chiến trận | Huân chương Viễn chinh Lực lượng Vũ trang với 3 Ngôi sao Chiến trận | Huân chương Phục vụ Việt Nam với 4 Ngôi sao Chiến trận                   |
| Đơn vị Tuyên dương Tổng thống Philippine     | Huân chương Anh Dũng Bội Tinh (Việt Nam Cộng Hòa)                   | Huân chương Anh Dũng Bội Tinh (Việt Nam Cộng Hòa)                   | Huân chương Giải phóng Philippine                                        |
| Huân chương Liên Hợp Quốc Phục vụ Triều Tiên | Huân chương Chiến dịch Bội Tinh (Việt Nam Cộng Hòa)                 | Huân chương Chiến dịch Bội Tinh (Việt Nam Cộng Hòa)                 | Huân chương Phục vụ Chiến tranh Triều Tiên (Hàn Quốc)                    |

## Tàu bảo tàng
Yorktown được công nhận là một Di tích Lịch sử Quốc gia vào năm 1986.
Địa điểm Patriot's Point ngày càng thu hút các lượt khách du lịch tham quan trong chuyến viếng thăm đồn Sumter, là nơi neo đậu của nhiều con tàu di tích khác (bao gồm tàu ngầm Clamagore; Laffey (DD-724), một tàu khu trục thuộc lớp Allen M. Sumner vốn mang danh tiếng "con tàu không thể chìm"; chiếc tàu cutter Ingham thuộc Lực lượng Tuần duyên Hoa Kỳ) cũng như là Đài tưởng niệm Tàu ngầm trong Chiến tranh Lạnh, một bản sao Căn cứ Hỗ trợ Việt Nam và bảo tàng của Hiệp hội Huân chương Danh dự. Vào ngày 2 tháng 9 năm 2003, Yorktown là địa điểm công bố chính thức quyết định ra ứng cử Tổng thống của Thượng nghị sĩ John Kerry, vốn sau đó được Đảng Dân Chủ đề cử cho cuộc Bầu cử Tổng thống Hoa Kỳ 2004.